# Lars-Göran Eriksson
Lars-Göran Eriksson, född 30 oktober 1939 i Härnösand, är en svensk jurist som var lagman i Sollefteå tingsrätt från 1986 till 1993 och i Härnösands tingsrätt från 1994 till 2002.
Eriksson blev juris kandidat vid Stockholms högskola 1964 och genomförde tingstjänstgöring 1964–1966, innan han blev fiskal vid Svea hovrätt 1966-1967. Han blev rådman vid Södra Roslags tingsrätt 1982 och var lagman i Sollefteå tingsrätt från 1986 till 1993 och i Härnösands  tingsrätt från 1994 till i början av 2002 då den uppgick i Ångermanlands tingsrätt, där Eriksson sedan verkade någon tid.
Eriksson var son till bergsprängare Nils Eriksson och hans maka Karin, född Sundin.